# VIECON - Vienna Congress and Convention Center

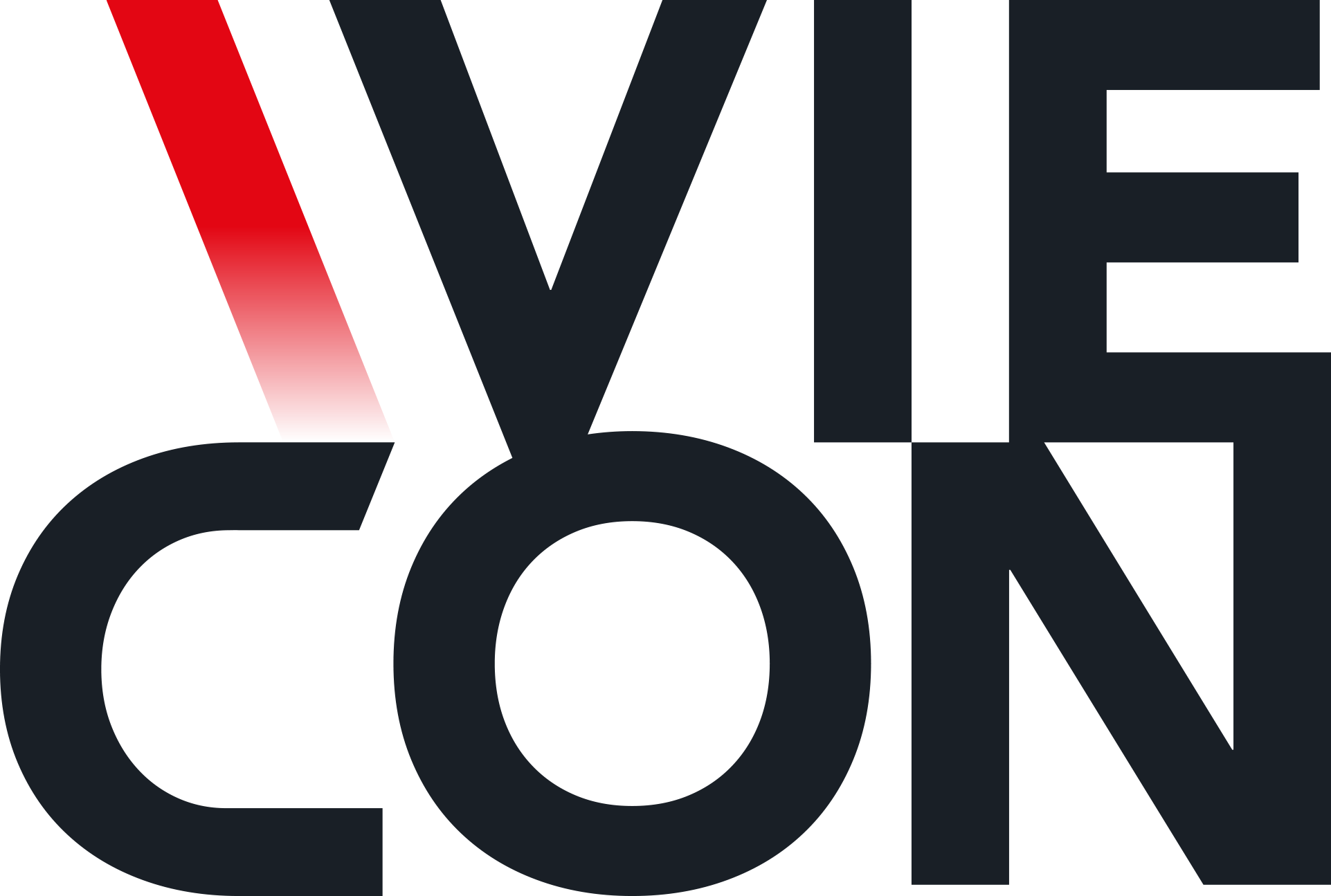
Das VIECON Logo

Das Logo der Wiener Messe Besitz GmbH

Plakat von Theo Matejko zur Wiener Messe, 1921

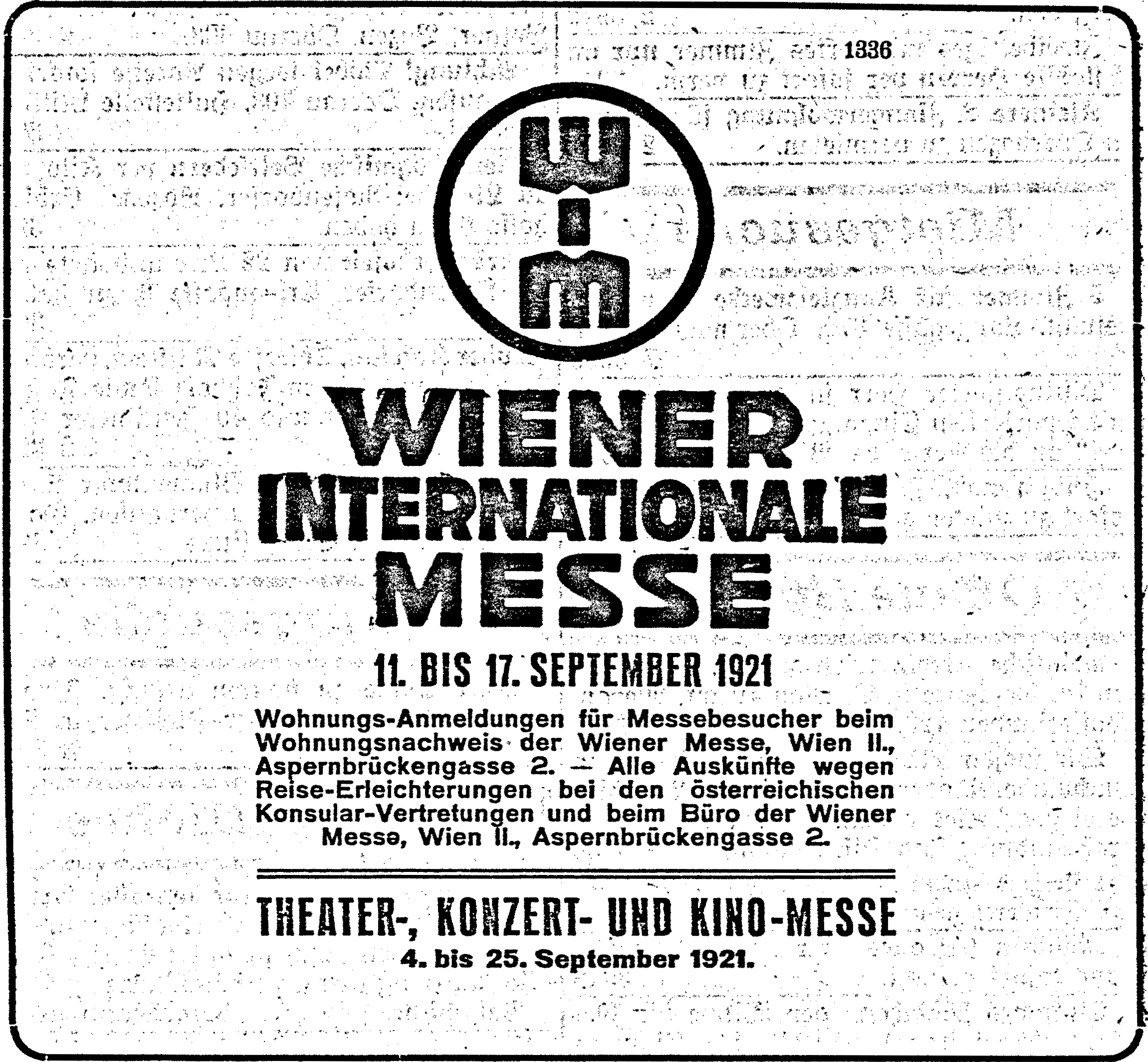
Werbeschaltung für die 1. Wiener Messe mit ihrem Logo, Bozner Nachrichten vom 25. August 1921

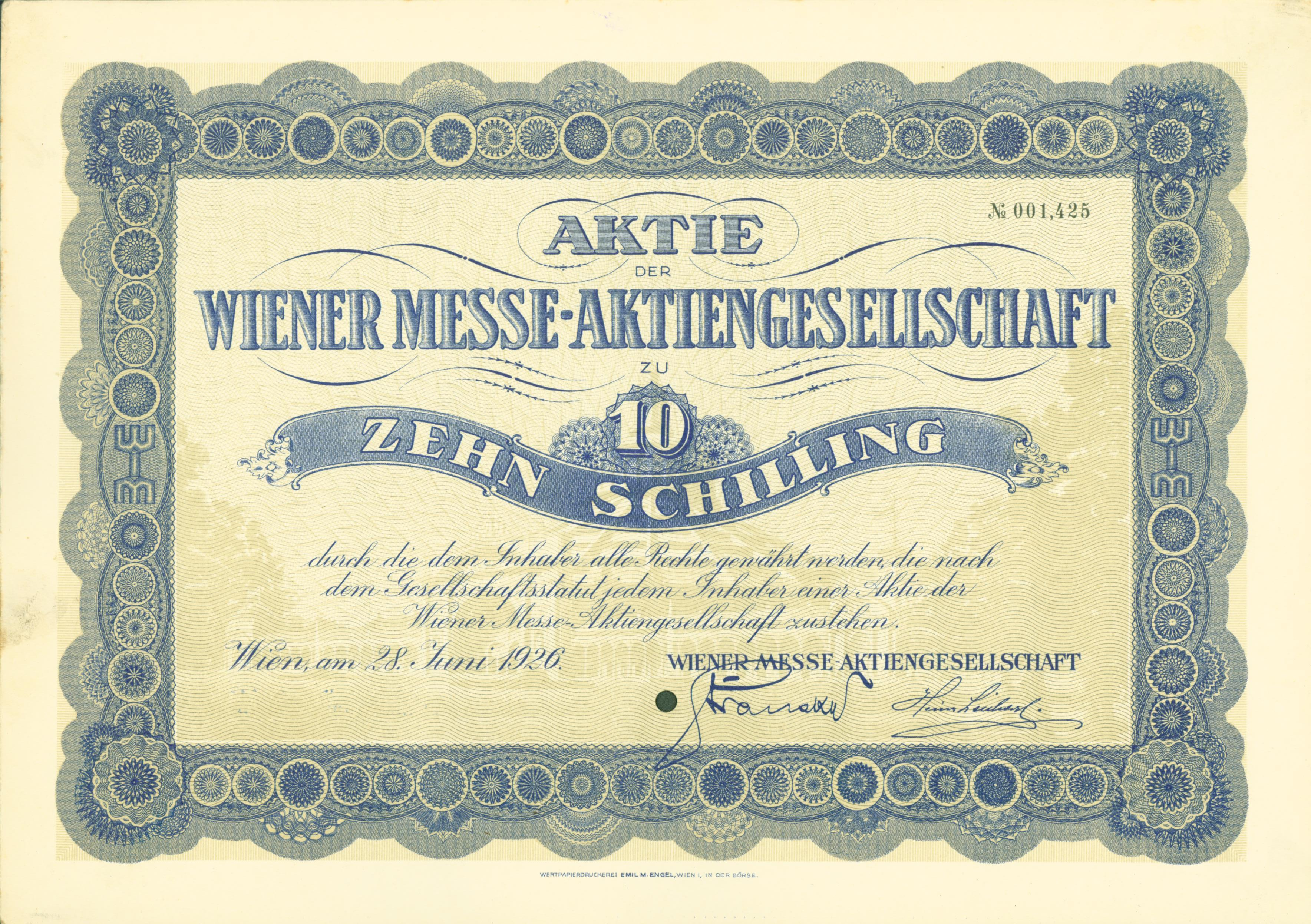
Aktie über 10 Schilling der Wiener Messe-AG vom 28. Juni 1926

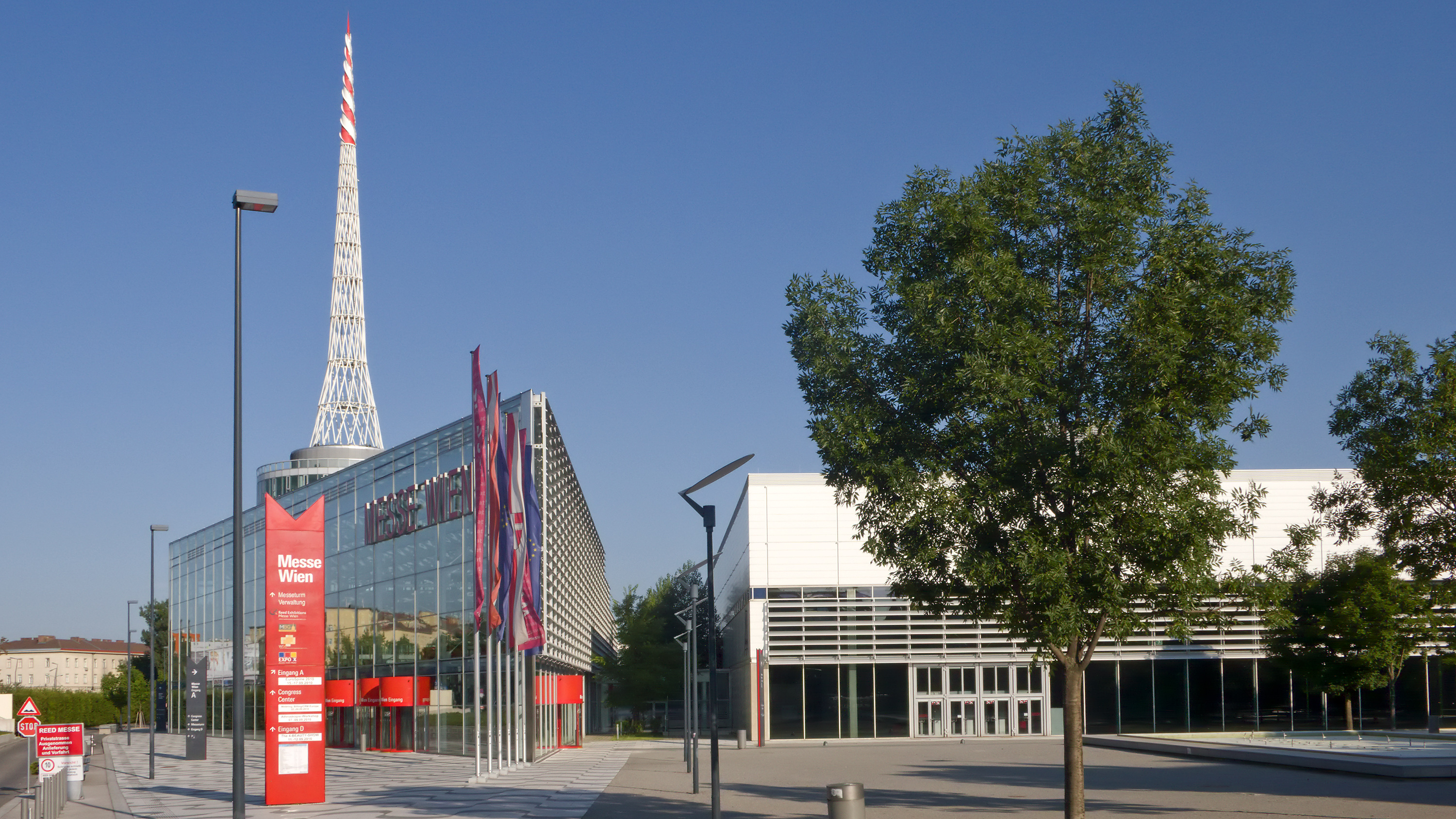
Messe Wien, Westseite

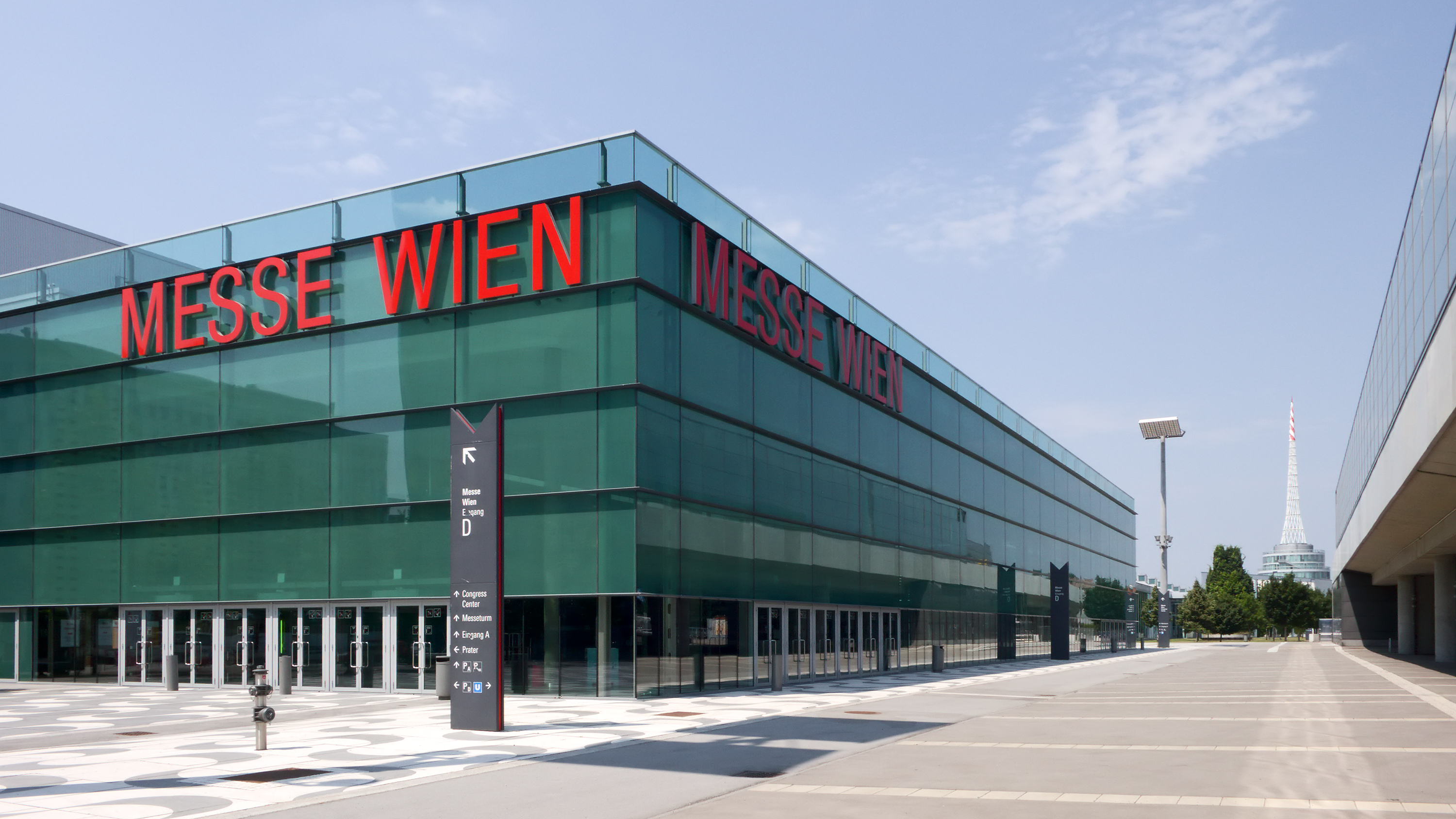
Messe Wien, Ostseite

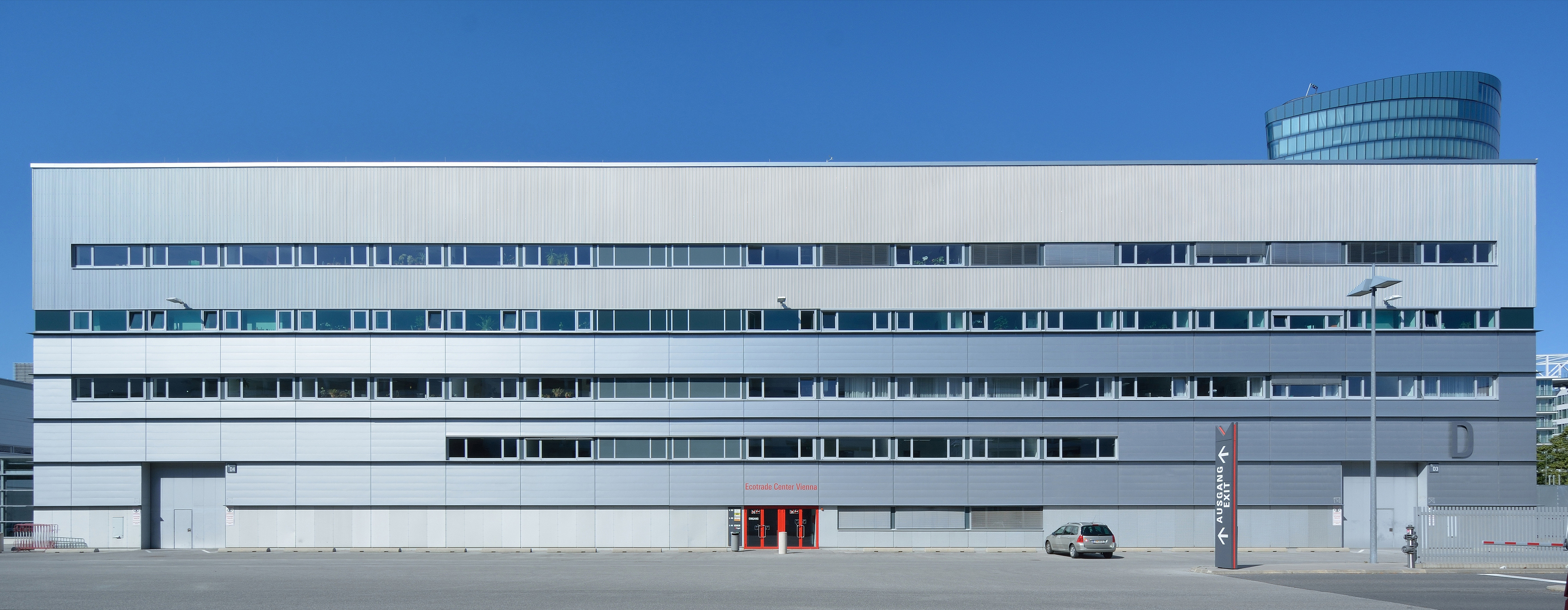
Mehrzweckhalle D, Congress Center

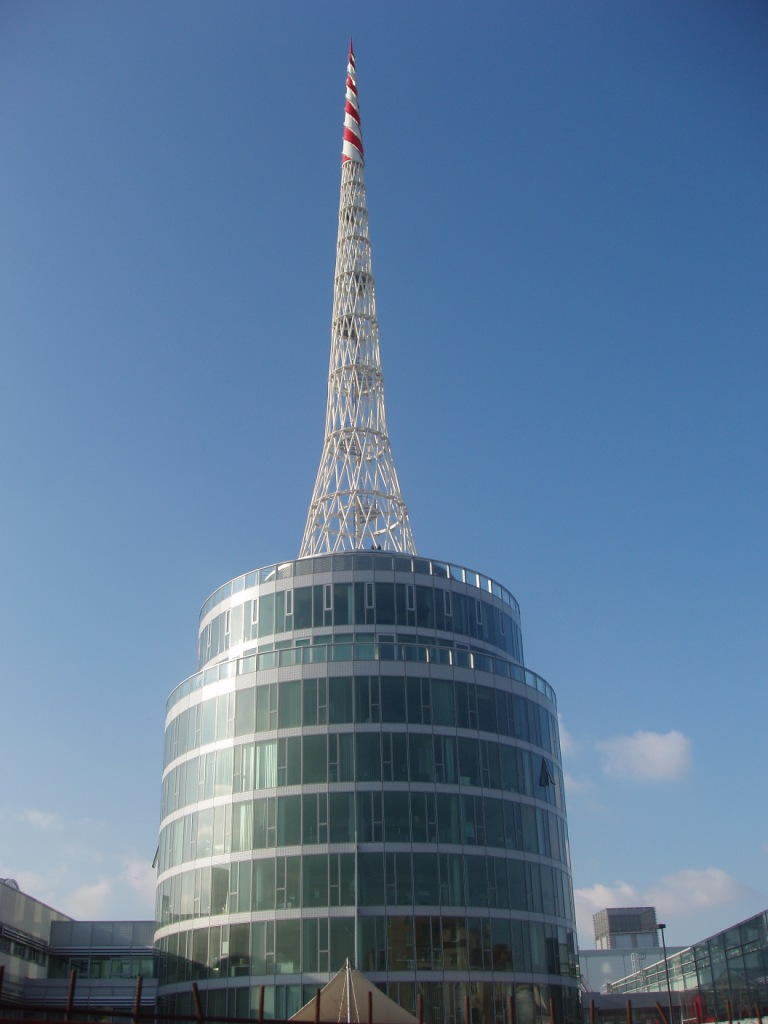
Der 96 Meter hohe Messeturm, eine Reminiszenz an das alte Wahrzeichen der Wiener Messe, den 1987 abgebrochenen Mannesmannturm

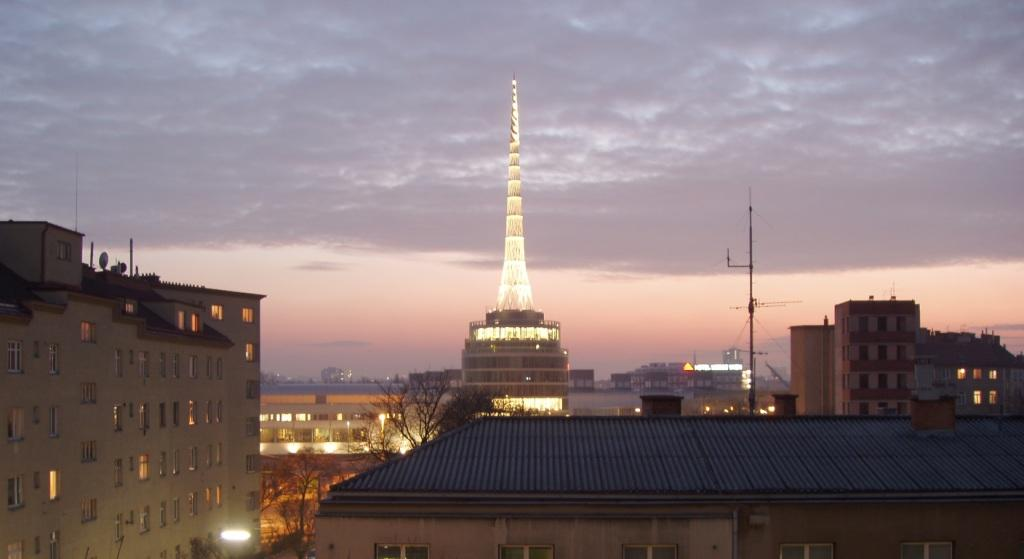
Blick zum Messegelände

Die Wiener Messe ist der bedeutendste Messe-Standort Österreichs und ein wesentlicher Wirtschaftsfaktor für Wien. Sie wird von der Wiener Messe Besitz GmbH verwaltet, die sich zu 95 Prozent über die Wien Holding im Eigentum der Stadt befindet. Die restlichen fünf Prozent hält die Wiener Wirtschaftskammer. Exklusiver Betreiber war bis Ende 2024 RX Wien, eine Tochterfirma von RX Global. Seit 2025 betreibt die Wiener Messe und Congress GmbH, eine Tochterfirma der WSE Wiener Stadtentwicklung GmbH und somit im Besitz der Wien Holding, das in VIECON - Vienna Congress and Convention Center umbenannte Veranstaltungsgelände.

## Allgemeines
Die Messe Wien verfügt über ein Areal von 15 Hektar, 55.000 m² Ausstellungsfläche, ein angeschlossenes Kongresszentrum und einen Büroturm mit einer eigenwilligen, spitzen Stahlkonstruktion. Er gilt als das Wahrzeichen des Messegeländes. Die im internationalen Vergleich relativ kleine Messe wickelt im Jahr etwa 20 Veranstaltungen, hauptsächlich publikumsoffene Fachmessen, ab.
Die neu gestaltete Messe Wien eröffnete 2004 und verfügt seit 2008 über eine U-Bahn Anbindung (U2).
Das Gelände liegt im Bezirk Leopoldstadt an der Ausstellungsstraße, direkt neben dem Prater.

## Geschichte
Die erste Wiener Messe wurde nach nur vier Monaten Planung am 11. September 1921 mit dem Ziel eröffnet, Österreich aus der wirtschaftlichen Isolation nach dem Ersten Weltkrieg zu führen. Die (dem Publikum nicht zugänglichen) Ausstellungen waren auf mehrere Standorte in Wien aufgeteilt und hatten als Leitbild die drei Jahre zuvor wieder ins Leben gerufene Messe Frankfurt. Das größte Areal umfasste Teile des Geländes der Wiener Weltausstellung von 1873 im Prater. Das zentrale Gebäude war die von John Scott Russell anlässlich der Weltausstellung entworfene (für einen Messebetrieb stets wenig geeignet gewesene, 1921 zur Ruine verfallene) Rotunde samt deren Freiflächen. Weitere Veranstaltungsorte waren die Hofstallungen, die Stiftskaserne (Papiermesse) sowie die Handelsakademie (medizinische und chirurgische Instrumente).
In den Folgejahren wurde die Rotunde für zahlreiche Ausstellungen und Veranstaltungen genutzt. Ab 1921 wurde zweimal jährlich die Wiener Messe (Frühjahrsmesse, Herbstmesse) veranstaltet. Bereits 1923 erhielt die Wiener Messe AG die unwiderrufliche Staatliche Auszeichnung, womit sie auf Dauer das Bundeswappen im Geschäftsverkehr führen darf.
Nach dem Brand der Rotunde 1937 und dem „Anschluss“ an das nationalsozialistische Dritte Reich verlor der Messestandort Wien immer mehr an Bedeutung und die Wiener Messe wurde schließlich 1942 eingestellt. Während des Zweiten Weltkrieges wurden auch die übrigen Gebäude und das umliegende Ausstellungsgelände weitgehend zerstört.

### Nachkriegszeit bis Gegenwart
Die erste „Export-Musterschau“ fand, von der stadteigenen Messegesellschaft organisiert, bereits 1946 auf dem noch größtenteils zerstörten Gelände statt, im selben Jahr wurde auf dem bereits teilsanierten Areal die Herbstmesse eröffnet. 1950 war der Wiederaufbau abgeschlossen. Jahrzehntelang waren nun die Frühjahrs- und die Herbstmesse Treffpunkt von hunderttausenden Besuchern. Unternehmen errichteten hier aufwändig gestaltete Pavillons; der von Oswald Haerdtl 1953 für Felten & Guilleaume gestaltete ist z. B. bis heute in elektronischen Architekturdokumentationen zu finden.
Ende des 20. Jahrhunderts wurde das klassische Messegelände geteilt, die alten Bauten wurden entfernt: Auf dem nördlichen Teil wurde 2004 ein neues Messe- und Kongresszentrum (Messe Wien Exhibition & Congress Center) eröffnet. Auf dem südlichen Teil entstand bis 2013 der Campus WU, der architektonisch bemerkenswerte aktuelle Hauptsitz der Wirtschaftsuniversität Wien. Auf dem südwestlichsten Teil des früheren Messegeländes wurde zwischen Freudplatz und Welthandelsplatz 2015 der Neubau der Sigmund-Freud-Privatuniversität eröffnet. Von 2004 bis Ende 2024 betrieb RX Wien GmbH als Teil des internationalen RX Global Konzern exklusiv die Messe Wien und veranstaltete zahlreiche Messen.

### Namensänderung in VIECON
Zum Jahreswechsel 2024/25 wurde das Veranstaltungsgelände von der Stadt Wien übernommen. Die Transaktion erfolgte über die zur Wien Holding gehörende WSE Wiener Standortentwicklung GmbH. Das Unternehmen firmiert seither unter dem Namen Wiener Messe und Congress GmbH.
Im ersten Quartal 2025 wurde die neue Marke VIECON – Vienna Congress & Convention Center vorgestellt. Sie ersetzt den bisherigen Namen „Messe Wien“ und verfolgt das Ziel, den Messe- und Kongressstandort nachhaltig zu stärken und international konkurrenzfähig zu halten. Die Umbenennung ist Teil einer erweiterten strategischen Fokussierung: Während klassische Messen weiterhin stattfinden, rückt das Kongress- und Tagungsgeschäft stärker in den Mittelpunkt.

### Green Meetings & Events
Das VIECON Center ist mit zwei österreichischen Umweltzeichen zertifiziert. Das Umweltzeichen für Tagungs- & Eventlokalitäten (UZ200) zeichnet Betriebe für ihr Engagement in den Bereichen umweltfreundliches Management und sozialer Verantwortung aus. Das Umweltzeichen für Green Meetings & Events (UZ62) zeichnet Veranstaltungen für ihr Engagement in den Bereichen Ökologie, Soziales & Ökonomie. Das VIECON – Vienna Congress & Convention Center ist seit 2016 Lizenznehmer des Österreichischen Umweltzeichens für „Green Meetings“ und „Green Events“ und daher berechtigt, Veranstaltungen zu zertifizieren.

## Architektur
Der zylindrische Messeturm mit seinen abgetreppten Dachgeschoßen hat eine bauklassenmäßige Höhe von 26 m und ist im Gegensatz zu den anderen Messe-Bauteilen ganzjährig im Betrieb. Der auf dem zurückgesetzten Dachgeschoß aufgestellte Messe-Stahlturm bildet mit seiner weit sichtbaren und beleuchteten Turmspitze (Gesamthöhe 96 m) das neue Messe-Wahrzeichen. Dieser Bauteil ist zur Gänze unterkellert.

### Daten im Überblick
- Turmhöhe: 96 m
- Ausstellungsfläche: 55.000 m²
- Messehallen: 4
- Arealgröße: 15 ha
- Aufnahmevermögen: 29.000 Personen
- Investitionsvolumen: 192 Millionen Euro

### Architekten
- Gustav Peichl
- Rudolf F. Weber
- Katharina Fröch
- Christoph Lechner
- Paul Katzberger
- Gerhard Moßburger
- Norbert Erlach

### Messen, die im Messezentrum Wien stattfanden
- Intertool – Internationale Fachmesse für die Industrie
- Vienna Autoshow
- Lebenslust – Seniorenmesse
- Gewinn-Messe – Messe  um das Thema Geldanlage
- Modellbau-Messe – Messe für Modellbau, Spielen, Hobby und Basteln
- Ferien-Messe Wien
- Photo+Adventure – Messe für Reise, Fotografie und Outdoor

- Bauen & Energie Wien – Messe  um  Bauen, Renovieren, Finanzieren und Energiesparen
- Wohnen & Interieur – Messe für Wohntrends, Möbel, Garten & Design[9]

- Buch Wien – Internationale Buchmesse und Lesefestwoche
- Vienna Comic Con – Comic & Entertainment Expo
- Wiener Immobilien Messe –  Marktplatz für Wohnimmobilien[10]

## Andere Nutzungen
Es fanden immer wieder Konzerte im Wiener Messezentrum statt. Hier traten etwa die Bands Böhse Onkelz, Tic Tac Toe und The Fugees auf.